# Polyardis brevis
Polyardis brevis är en tvåvingeart som beskrevs av Boris Mamaev 1993. Polyardis brevis ingår i släktet Polyardis och familjen gallmyggor. Inga underarter finns listade i Catalogue of Life.